# Ines Oddone
Ines Oddone (Cairo Montenotte, 5 gennaio 1874 – Gallarate, 20 maggio 1914) è stata una sindacalista e giornalista italiana.

## Biografia
Figlia dell'ingegnere ferroviario Vincenzo Oddone e di Teresa Gallo, dopo gli studi, prima a Sant'Elpidio a Mare poi a Roma, iniziò a insegnare nelle scuole elementari e a prendere parte attiva nell'organizzazione sindacale. Nel 1904, dopo il matrimonio con il maestro e sindacalista bolognese Giovanni Bitelli, si stabilì a vivere a Bologna. Entrambi attivi nella vita sindacale, si orientarono verso il sindacalismo rivoluzionario i cui esponenti erano in maggioranza in numerose Camere del lavoro.

## Giornalismo
Nel 1905 Oddone fondò e diresse il periodico "La donna socialista", con sede inizialmente a Bologna e in seguito a Gallarate: qui infatti la coppia si era trasferita nel novembre del 1905 poiché Bitelli era stato nominato segretario della locale Camera del lavoro. Oddone figurava direttrice del giornale ma non firmò alcun articolo, probabilmente celandosi sotto pseudonimo. Il giornale, accusato di propaganda antimilitarista, fu colpito da vari provvedimenti censori in occasione dei quali Oddone, come direttrice, si assunse tutta la responsabilità degli articoli non firmati. Oddone e il gerente responsabile del foglio, Nello Gamberini, vennero assolti da ogni accusa il 10 dicembre 1906.
Nell'aprile del 1906 "La donna socialista" cessò le pubblicazioni, ma l'attività giornalistica di Ines Oddone proseguì con la collaborazione al giornale delle "organizzazioni proletarie gallaratesi". A lei si dovette, con ogni probabilità, la rubrica in prima pagina La parola alle donne, dove si trattavano prevalentemente temi di interesse femminile. Anche questo giornale subì interventi censori e Oddone fu incriminata, insieme con il responsabile Paolo Campi, per «incitamento all’odio tra le varie classi sociali» e condannata a quattro mesi di reclusione. Sfuggì alla cattura rifugiandosi a Lugano, dove continuò a dirigere il giornale. Per effetto di amnistia poté ritornare a Gallarate e riprendere la sua attività di insegnante.
Il gruppo dei sindacalisti rivoluzionari, lasciato il Partito Socialista Italiano, aveva aderito alla Confederazione Generale del Lavoro, creandovi all'interno un "Comitato dell’azione diretta", che non tardò a entrare in contrasto con la dirigenza della Confederazione. Oddone, contraria alla scissione, seguì tuttavia la maggioranza del gruppo che uscì dalla CGdL e partecipò alla fondazione, nel 1912, dell'Unione Sindacale Italiana. Ottenuto nel 1913 un altro incarico di insegnamento, morì l'anno successivo.

## Scritti
- Ines Bitelli, Parole alle donne, Busto Arsizio, Tip. Pianezza e Ferrari, 1915.
- Ines Bitelli, Comitato dell'azione diretta e Confederazione del lavoro, relazione di Ines Bitelli al Congresso nazionale dell'Azione diretta in Modena, Parma, Tip. Camerale, 1912.
- Ines Bitelli, Parole alle donne proletarie, Varese, Tip. cooperativa varesina, 1908.
- V Congresso delle Camere del lavoro, III Convegno della Resistenza: Genova, 6-7-8 e 9 gennaio 1905, Milano 1905.